# Cal Taó
Cal Taó és una casa de Súria (Bages) protegida com a bé cultural d'interès local.

## Descripció
Edifici entre mitgeres situat a la Plaça Major del municipi. Es tracta d'una construcció de planta rectangular, fruit de dues importants fases constructives o bé la fusió de dos habitatges diferents. La part més antiga i més interessant és el celler soterrani, on es conserven les tines de la casa, amb les seves boixes, així com tot un seguit de botes congrenyades, una d'elles datada del 1695. La resta de l'edifici fou aixecat a principi del segle xviii, segons les inscripcions de les llindes: 1701, 1762 i 1703.
Resulta d'interès la cisterna, feta de carreus de gres, el treball en forja, així com la fornícula central al primer pis, que conserva al seu interior una imatge de Sant Josep. Aquesta presenta al seu interior, decoració pintada de gerros amb flors.

## Història
Al segle xviii la casa era propietat de la família Alzina, una de les més riques de Súria. No es coneix la data primera de construcció de l'edifici, encara que alguns elements porten a la consideració de que l'habitatge ja existís amb anterioritat al segle xvii. El celler es considera una de les parts originàries i més antiga, i l'aixecament de la resta de l'habitatge és datat del segle xviii, segons inscripcions a diverses llindes.
Als segles XIX-XX s'hi realitzaren els acabats de la façana (balcons i arrebossat dels carreus). En marxar els seus propietaris a residir a Barcelona es convertí durant molts anys en la seu del Centre Catòlic, fundat el 1890. Avui persisteix al costat del topònim d'Alzina, el de Cal Taó, fent al·lusió a la dedicació d'un dels seus propietaris.